# Parc Nacional d'Øvre Anárjohka
El Parc Nacional d'Øvre Anárjohka (en noruec: Øvre Anárjohka nasjonalpark) és un parc nacional que es troba als municipis de Kárášjohka i Guovdageaidnu, al comtat de Finnmark, Noruega. El parc va ser inaugurat el 1976 i és de 1.409 quilòmetres quadrats de superfície. Limita amb el Parc Nacional de Lemmenjoki a Finlàndia. L'Øvre Anárjohka es troba a l'interior de l'altiplà Finnmarksvidda i inclou extensos boscos de bedoll, pinedes, pantans i llacs. El parc protegeix el major bosc de pins salvatge restant a Noruega.
El parc porta el nom del gran riu Anárjohka que comença al parc i flueix cap al nord. El nom del riu prové de la llengua sami septentrional on johka significa "riu". El significat del primer element és desconegut. La primera paraula Øvre és d'idioma noruec i significa "superior", d'aquí el nom significa "la part alta del riu Anárjohka".

## Fauna
Hi ha una rica vida animal a l'interior del parc. Els mamífers més grans són els ants, però sovint emigren a zones més boscoses fora del parc a l'hivern. El parc compta amb 12 unitats de pastura hivernal per als rens. En conseqüència, de novembre a abril, ambdós inclosos, el ren domina completament el parc. L'os bru té els seus caus d'hivern al parc nacional i els goluts la visiten esporàdicament. La guineu roja i l'ermini són els més comuns entre els depredadors més petits.
Molts rosegadors petits es troben al parc. Els més nombrosos són el Lèmmings, el talpó muntanyenc, el talpó de la tundra i la rata talpera, però el nombre d'exemplars varia molt d'un any a un altre. El talpó roig, una espècie típica de Sibèria, és un habitant característic del parc nacional. L'àrea té una població estable de llebre, i algunes espècies de musaranyes també hi són presents.
El parc nacional d'Øvre Anarjohka té moltes classes de peixos. Són comuns el salmó, la truita, el punxoset, el tímal, el corègon blanc, el lluç de riu, la perca, la lota i altres peixos més. Una de les espècies de peixos més rares és la truita alpina, que es troba a només en un dels nombrosos llacs.